# Zlatovrăh, Plovdiv
Zlatovrăh (în bulgară Златовръх) este un sat în comuna Asenovgrad, regiunea Plovdiv,  Bulgaria. 

## Demografie
Componența etnică a satului Zlatovrăh
     Bulgari (95,87%)
     Turci (2,15%)
     Romi (1,07%)
     Nicio identificare (0,89%)
La recensământul din 2011, populația satului Zlatovrăh era de 558 locuitori. Din punct de vedere etnic, majoritatea locuitorilor (95,87%) erau bulgari, existând și minorități de turci (2,15%) și romi (1,07%). Pentru 0,89% din locuitori nu este cunoscută apartenența etnică.